# 上多夫 (巴塞尔乡村州)

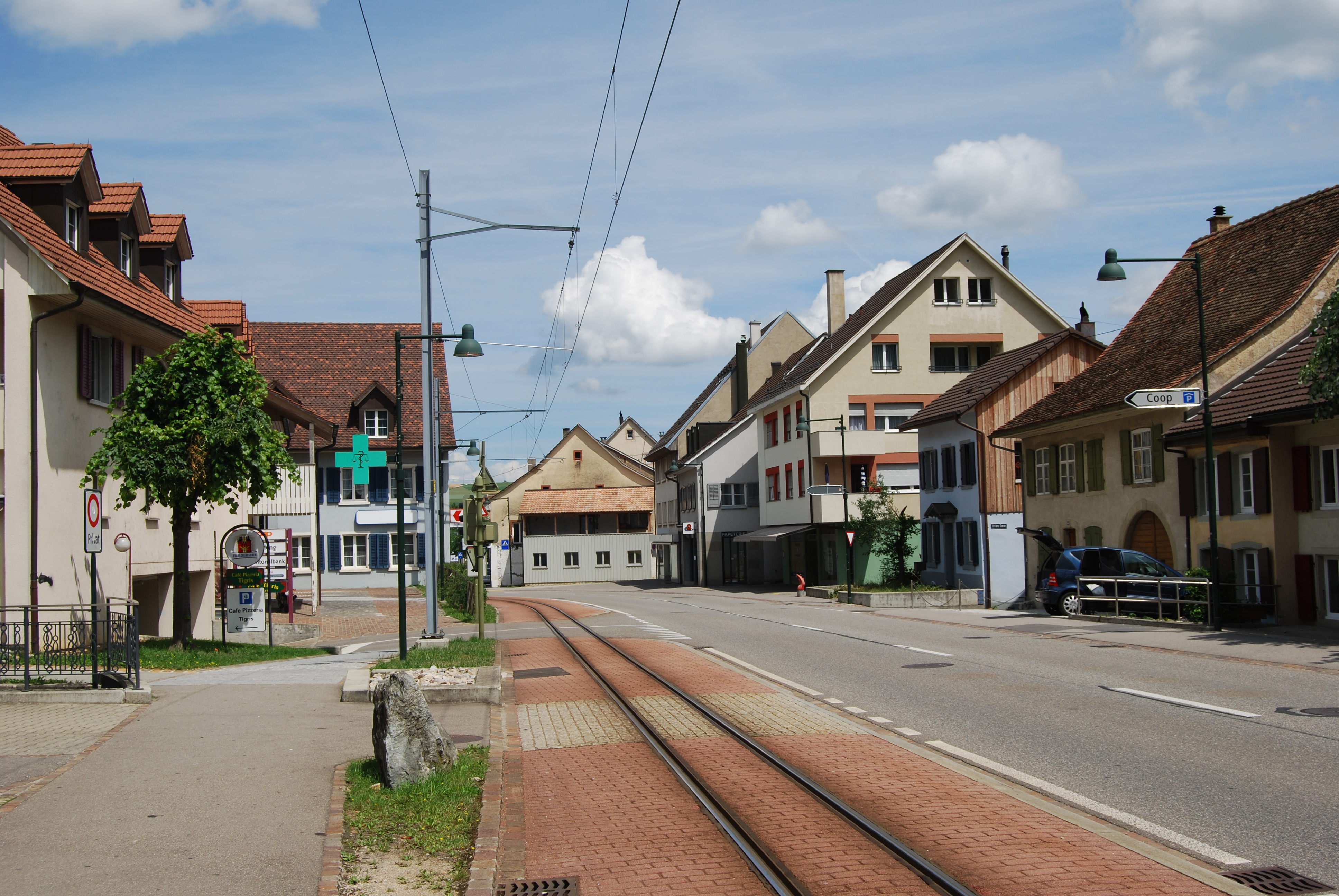

奥伯多夫（德语：Oberdorf）是瑞士的城鎮，位於該國北部，由巴塞爾鄉村州負責管轄，面積6.19平方公里，海拔高度493米，2012年人口2,347，五成半人口信奉基督教，人口密度每平方公里379人。

## 外部連結
- Official website （德文）